# Gare de Bords
Gare de Bords vasútállomás Franciaországban, Bords településen.

## Vasútvonalak
Az állomást az alábbi vasútvonalak érintik:
- Nantes–Saintes-vasútvonal

## Kapcsolódó állomások
A vasútállomáshoz az alábbi állomások vannak a legközelebb:
- Gare de Tonnay-Charente
- Gare de Saint-Savinien-sur-Charente